# Pteropsaron neocaledonicus
Pteropsaron neocaledonicus är en fiskart som beskrevs av Pierre Fourmanoir och Rivaton, 1979. Pteropsaron neocaledonicus ingår i släktet Pteropsaron och familjen Percophidae. Inga underarter finns listade i Catalogue of Life.